# Maddalena di Baviera (1388-1410)
Maddalena di Baviera, in lingua tedesca Magdalena von Bayern o Magdalene von Bayern (1388 – 1410), è stata una nobildonna tedesca.
Fu la seconda figlia sopravvissuta del duca Federico di Baviera-Landshut e della sua consorte Maddalena Visconti.

## Biografia
Insieme alla madre Maddalena, al fratello maggiore Enrico XVI di Baviera-Landshut e la sorella maggiore Elisabetta di Baviera-Landshut concesse nel 1400 alla città di Bad Reichenhall la istituzione di un'imposta straordinaria per la ricostruzione delle miniere di sale rovinate da un'alluvione. Il 18 dicembre 1403 il fratello Enrico concordò ad Hall in Tirol che Maddalena avrebbe sposato Giovanni Mainardo VII di Gorizia, conte palatino in Carinzia e conte di Kirchberg, matrimonio che ebbe luogo nel 1404; ella fu la prima moglie di Johann Meinhard. La dote consisteva in una somma di 25.000 fiorini e fu corrisposta in più rate. Enrico, che già aveva dovuto riuscire pagare la dote per sua sorella Elisabetta, diede in pegno a questo scopo la rocca e l'amministrazione di Griesbach come il pedaggio di Burghausen ad Arnold Fraunberger. Al matrimonio tuttavia non seguì alcuna prole, Maddalena morì nel 1410 e, come la madre, la sua salma venne inumata nella chiesa abbaziale di Raitenhaslach.

## La questione della dote
Dopo il decesso di Johann Meinhard, avvenuto nel 1430, il duca Enrico XVI reclamò da Enrico VI di Gorizia, la quota di dote pagata fino a quel momento per la sorella: egli non volle che la seconda moglie di Johann Meinhard, Agnese di Pettau, usufruisse di quel denaro. Per prima cosa della richiesta fu interessato l'imperatore Sigismondo che incaricò della definizione del caso il vescovo di Passavia, Leonardo di Lamung, legato ad Enrico di Baviera-Landshut. Leonardo si pronunciò infine nel 1435 contro Enrico XVI: testimoni attendibili a favore del conte di Gorizia garantirono, che la dote avrebbe dovuto rimanere di diritto presso i Gorizia.

## Ascendenza
|                               |                  |                           | Genitori                 |  |  | Nonni |  |  | Bisnonni              |  |  | Trisnonni                  |  |
|                               |                  |                           |                          |  |  |       |  |  | Ludovico IV il Bavaro |  |  | Ludovico II del Palatinato |  |
|                               |                  |                           |                          |  |  |       |  |  | Ludovico IV il Bavaro |  |  | Ludovico II del Palatinato |  |
|                               |                  | Matilde d'Asburgo         |                          |  |  |       |  |  | Ludovico IV il Bavaro |  |  |                            |  |
| Stefano II di Baviera         |                  |                           |                          |  |  |       |  |  | Ludovico IV il Bavaro |  |  |                            |  |
|                               |                  | Beatrice di Slesia-Glogau | Bolko I di Schweidnitz   |  |  |       |  |  |                       |  |  |                            |  |
|                               |                  | Beatrice di Slesia-Glogau | Bolko I di Schweidnitz   |  |  |       |  |  |                       |  |  |                            |  |
|                               |                  | Beatrice di Slesia-Glogau | Beatrice del Brandeburgo |  |  |       |  |  |                       |  |  |                            |  |
| Federico di Baviera-Landshut  |                  | Beatrice di Slesia-Glogau |                          |  |  |       |  |  |                       |  |  |                            |  |
|                               |                  | Federico III d'Aragona    | Pietro III d'Aragona     |  |  |       |  |  |                       |  |  |                            |  |
|                               |                  | Federico III d'Aragona    | Pietro III d'Aragona     |  |  |       |  |  |                       |  |  |                            |  |
|                               |                  | Federico III d'Aragona    | Costanza II di Sicilia   |  |  |       |  |  |                       |  |  |                            |  |
| Isabella d'Aragona            |                  | Federico III d'Aragona    |                          |  |  |       |  |  |                       |  |  |                            |  |
|                               |                  | Eleonora d'Angiò          | Carlo II d'Angiò         |  |  |       |  |  |                       |  |  |                            |  |
|                               |                  | Eleonora d'Angiò          | Carlo II d'Angiò         |  |  |       |  |  |                       |  |  |                            |  |
|                               |                  | Eleonora d'Angiò          | Maria d'Ungheria         |  |  |       |  |  |                       |  |  |                            |  |
| Maddalena di Baviera-Landshut |                  | Eleonora d'Angiò          |                          |  |  |       |  |  |                       |  |  |                            |  |
|                               | Stefano Visconti | Matteo I Visconti         |                          |  |  |       |  |  |                       |  |  |                            |  |
|                               | Stefano Visconti | Matteo I Visconti         |                          |  |  |       |  |  |                       |  |  |                            |  |
|                               | Stefano Visconti | Bonacossa Borri           |                          |  |  |       |  |  |                       |  |  |                            |  |
| Bernabò Visconti              | Stefano Visconti |                           |                          |  |  |       |  |  |                       |  |  |                            |  |
|                               |                  | Valentina Doria           | Bernabò Doria            |  |  |       |  |  |                       |  |  |                            |  |
|                               |                  | Valentina Doria           | Bernabò Doria            |  |  |       |  |  |                       |  |  |                            |  |
|                               |                  | Valentina Doria           | Eliana Fieschi           |  |  |       |  |  |                       |  |  |                            |  |
| Maddalena Visconti            |                  | Valentina Doria           |                          |  |  |       |  |  |                       |  |  |                            |  |
|                               |                  | Mastino II della Scala    | Alboino della Scala      |  |  |       |  |  |                       |  |  |                            |  |
|                               |                  | Mastino II della Scala    | Alboino della Scala      |  |  |       |  |  |                       |  |  |                            |  |
|                               |                  | Mastino II della Scala    | Beatrice da Correggio    |  |  |       |  |  |                       |  |  |                            |  |
| Beatrice della Scala          |                  | Mastino II della Scala    |                          |  |  |       |  |  |                       |  |  |                            |  |
|                               |                  | Taddea da Carrara         | Jacopo I da Carrara      |  |  |       |  |  |                       |  |  |                            |  |
|                               |                  | Taddea da Carrara         | Jacopo I da Carrara      |  |  |       |  |  |                       |  |  |                            |  |
|                               |                  | Taddea da Carrara         | Elisabetta Gradenigo     |  |  |       |  |  |                       |  |  |                            |  |
|                               |                  | Taddea da Carrara         |                          |  |  |       |  |  |                       |  |  |                            |  |